# برايان إريشسن
برايان إريشسن هو لاعب اتحاد الرغبي كندي، ولد في 18 أغسطس 1977.